# Teloganopsis changbaishanensis
Teloganopsis changbaishanensis is een haft uit de familie Ephemerellidae. De wetenschappelijke naam van de soort is voor het eerst geldig gepubliceerd in 1988 door Su & You.
De soort komt voor in het Oriëntaals gebied.